# Commonwealth Games 2014/Triathlon
Bei den Commonwealth Games 2014 im schottischen Glasgow fanden im Triathlon drei Wettbewerbe statt, je einer für Männer und Frauen und ein weiterer für eine gemischte Staffel.
Austragungsort war der Strathclyde Country Park.

## Männer
| Platz | Land | Athlet            | Zeit (h) |
| ----- | ---- | ----------------- | -------- |
| 1     | ENG  | Alistair Brownlee | 1:48:50  |
| 2     | ENG  | Jonathan Brownlee | 1:49:01  |
| 3     | ZAF  | Richard Murray    | 1:50:21  |
| 4     | CAN  | Andrew Yorke      | 1:50:40  |
| 5     | AUS  | Ryan Bailie       | 1:50:43  |
| 6     | ENG  | Aaron Harris      | 1:50:49  |
| 7     | SCO  | David McNamee     | 1:50:59  |
| 8     | AUS  | Aaron Royle       | 1:51:03  |

Finale: 24. Juli 2014, 15:00 Uhr

## Frauen
| Platz | Land | Athlet            | Zeit (h) |
| ----- | ---- | ----------------- | -------- |
| 1     | ENG  | Jodie Stimpson    | 1:58:56  |
| 2     | CAN  | Kirsten Sweetland | 1:59:01  |
| 3     | ENG  | Vicky Holland     | 1:59:11  |
| 4     | NZL  | Andrea Hewitt     | 1:59:25  |
| 5     | AUS  | Emma Jackson      | 1:59:34  |
| 6     | NIR  | Aileen Reid       | 1:59:46  |
| 7     | AUS  | Emma Moffatt      | 2:01:31  |
| 8     | BER  | Flora Duffy       | 2:02:18  |
| 9     | AUS  | Ashleigh Gentle   | 2:03:24  |

Finale: 24. Juli 2014, 11:00 Uhr

## Gemischte Staffel
| Platz | Land | Mannschaft                                                       | Zeit (h) |
| ----- | ---- | ---------------------------------------------------------------- | -------- |
| 1     | ENG  | Vicky Holland Jonathan Brownlee Jodie Stimpson Alistair Brownlee | 1:13:24  |
| 2     | ZAF  | Kate Roberts Henri Schoeman Gillian Sanders Richard Murray       | 1:14:13  |
| 3     | AUS  | Emma Moffatt Aaron Royle Emma Jackson Ryan Bailie                | 1:14:14  |

Finale: 26. Juli 2014, 12:30 Uhr

## Medaillenspiegel
| Platz | Land       | Gold | Silber | Bronze | Gesamt |
| ----- | ---------- | ---- | ------ | ------ | ------ |
| 1     | England    | 3    | 1      | 1      | 5      |
| 2     | Südafrika  | -    | 1      | 1      | 2      |
| 3     | Kanada     | -    | 1      | -      | 1      |
| 4     | Australien | -    | -      | 1      | 2      |